# Нижне-Ладичковце
Нижне-Ладичковце (словац. Nižné Ladičkovce) — село и одноимённая община в районе Гуменне Прешовского края Словакии. В письменных источниках начинает упоминаться с 1478 года.

## География
Село расположено в юго-восточной части края, в южной части Низких Бескид, в долине реки Любишки, при автодороге 3843. Абсолютная высота — 201 метр над уровнем моря. Площадь муниципалитета составляет 8,55 км².

## Население
| Год:                | 1994 | 2004    | 2014    | 2024    |
| ------------------- | ---- | ------- | ------- | ------- |
| Количество человек: | 344  | 365     | 353     | 321     |
| Разница:            |      | +6,10 % | −3,28 % | −9,06 % |

По данным последней официальной переписи 2011 года, численность населения Нижне-Ладичковце составляла 349 человек.